# Papieskie Kolegium Polskie
Papieskie Kolegium Polskie (wł. Pontificio Collegio Polacco) – dom formacyjny, w którym zamieszkują księża studenci skierowani przez własnych biskupów do Rzymu w celu odbycia studiów specjalistycznych na różnych kościelnych uczelniach. 
Dom znajduje się w Rzymie na Awentynie (Piazza Remuria 2A).

## Historia
Pierwsze Kolegium Polskie w Rzymie powstało 1 września 1582 staraniem Filipa Neri. Z powodu braku funduszów kolegium upadło 4 lata później. W 1653 nieudaną próbę wskrzeszenia kolegium podjął król Jan II Kazimierz Waza. 
Kolegium wznowiło działalność w 1866 staraniem księdza Piotra Semenenko. Papież Pius IX dekretem z 9 marca 1866 utworzył w Rzymie Papieskie Kolegium Polskie, powierzając jego organizację oo. zmartwychwstańcom. Po II wojnie światowej opiekę nad Kolegium przejęli jezuici. Od 1959 Kolegium podlega bezpośrednio Konferencji Episkopatu Polski. W 2017 biskupi podjęli decyzję o reorganizacji Kolegium Polskiego w Rzymie, na 376. zebraniu plenarnym Konferencji Episkopatu Polski. Ze względu na remont i reorganizację, Kolegium jest obecnie zamknięte.

## Rektorzy
- Piotr Semenenko (1866–1872)
- Stefan Pawlicki (1873–1882)
- Karol Grabowski (1882–1888)
- Antoni Lechert (1888–1892)
- Paweł Smolikowski (1892–1915) i (1918–1920)
- Salvatore Baccarini (1915–1918)
- Jakub Jagiełła (1920–1927)
- Franciszek Komorowski (1927–1929)
- Tadeusz Olejniczak (1929–1933)
- Władysław Kwiatkowski (1933–1938)
- Andrzej Wronka (1938–1945)
- Franciszek Jedwabski (1945–1946)
- Marian Strojny (1946–1949)
- Włodzimierz Konopka (1949–1954)
- Bronisław Zieliński (1954–1955)
- Ludwik Semkowski (1955–1959)
- Władysław Rubin (1959–1964)
- Bolesław Wyszyński (1965–1978)
- Józef Michalik (1978–1986)
- Marian Rola (1986–2001)
- Marek Stępień (2001–2007)
- Tadeusz Karkosz (2007–2015)
- Dariusz Drążek (2016–2022)
- Jan Główczyk (od 2022)[3]